# Pascal Krop
Pascal Krop est un journaliste et écrivain français né à Paris le 16 mars 1954 et mort le 25 juillet 2010 dans la même ville,,.

## Biographie
Pascal Krop est formé au journalisme d'investigation auprès de Jacques Derogy et Bernard Veillet-Lavallée.
Travaillant pour l'hebdomadaire L'Événement du jeudi, dans les années 1980, il est le premier journaliste, à pointer du doigt la responsabilité de la DGSE dans le plasticage du navire écologiste Rainbow Warrior I, le 10 juillet 1985, dans le port d'Auckland, en Nouvelle-Zélande.
Il a, des années durant, dénoncé dans L'Événement du jeudi la dérive de la politique française en Afrique. Il fut également, selon le quotidien Le Monde, le premier à évoquer, en 1994, dans son livre "Génocide franco-africain : faut-il juger les Mitterrand ?" (éd. Jean-Claude Lattès), le rôle du gouvernement français de l'époque dans le génocide des Tutsi au Rwanda.
C'est un journaliste d'investigation spécialiste des services secrets.

### Mort
Pascal Krop meurt le 25 juillet 2010 de complications cardiaques à l'âge de 56 ans.

## Publications

### Ouvrages
- Les Socialistes et l'armée, Presses universitaires de France, coll. « Politique d'aujourd'hui », Paris, 1983, 182 p.,  (ISBN 2-13-038058-1), (BNF 34715574).
- Les Secrets de l'espionnage français de 1870 à nos jours, éditions Jean-Claude Lattès, coll. « Les traversées de l'histoire », Paris, 1993 (première édition), 880 p. + 32 p. de planches illustrées,  (ISBN 2-7096-1315-8), (BNF 35617201).
- Le Génocide franco-africain : faut-il juger les Mitterrand ?, éditions Jean-Claude Lattès, Paris, 1994, 161 p.,  (ISBN 2-7096-1515-0), (BNF 35745698).
- Tu fais l'avion par terre : dico franco-africain, éditions Jean-Claude Lattès, Paris, 1995, 181 p.,  (ISBN 2-7096-1579-7), (BNF 35771775). Recueil d'expressions particulières à divers pays de l'Afrique noire. Chaque expression est expliquée et rattachée au pays d'origine.
- Silence, on tue : crimes et mensonges à l'Élysée, éditions Flammarion, Paris, 2001, 274 p.,  (ISBN 2-08-068006-4), (BNF 37712425).
- La République du fric, éditions Flammarion, Paris, 2003, 322 p.,  (ISBN 2-08-068303-9), (BNF 39071643).

### Ouvrages en collaboration avecRoger Faligot
- Roger Faligot et Pascal Krop, La Piscine : les services secrets français : 1944-1984, éditions du Seuil, coll. « L'Épreuve des faits » no 10, Paris, 1985], 426 p.,  (ISBN 2-02-008743-X), (BNF 34836483).
- Roger Faligot et Pascal Krop, DST police secrète, éditions Flammarion, 1999, 669 p.,  (ISBN 2-08-067620-2), (BNF 37084745).

### Ouvrage en collaboration avecYves Bonnet
- Yves Bonnet et Pascal Krop, Les Grandes Oreilles du président, Presses de la Cité, Paris, 2004, 431 p.,  (ISBN 2-258-06418-X), (BNF 39269148). Ouvrage polémique, coécrit avec celui qui fut renvoyé à cause de l'affaire Farewell.